# Haitao Xiu
Haitao Xiu (chinesisch 修海涛, Pinyin Xiū Hǎitāo, Pseudonym Qi Mo 齐墨; * 2. August 1957 in Qingdao; † 23. August 2021 in Frankfurt am Main) war ein deutscher Verleger, Journalist, Schriftsteller und Unternehmer chinesischer Herkunft.

## Leben
Haitao Xiu studierte Geschichte von 1978 bis 1982 an der Shandong-Universität in Jinan. Nach dem Abschluss des Studiums war er als Hochschullehrer an der Zentralen Parteihochschule der Kommunistischen Partei Chinas in Peking tätig.
1987 kam er zum Studium an die Westfälische Wilhelms-Universität Münster und studierte Europäische Geschichte. Nach dem Tian’anmen-Massaker war er Präsident der Föderation für ein demokratisches China e. V.
Von 1987 bis 1992 war er Redakteur der Zeitschrift Laiyin Tongxin (莱茵通信 ‚etw. Rhein-Korrespondenzen‘), eine Zeitung für chinesische Wissenschaftler in der BRD. Xiu ist einer der Übersetzer (vom Englischen ins Chinesische) der Werke The Foundations of Modern Political Thought von Quentin Skinner. 1997 gründete er die Hua Shangbao 《华商报》 ‚Chinesische Handelszeitung‘ – eine politisch neutrale, zweiwöchig erscheinende Zeitung. Die Zeitung finanziert sich aus Anzeigen und erscheint mit einer Auflage von 20.000 Exemplaren.